# Valérie Valois
Pour les articles homonymes, voir Valois.
Valérie Valois, née Valérie Morin, le 10 février 1969, est une actrice québécoise. Elle est la sœur d'une autre actrice québécoise, Joëlle Morin ainsi que  la nièce de Pierre Valcour né  Norbert  Morin.

## Filmographie
- 1988 : La Maison Deschênes (série télévisée) : Anita
- 1989 : Lance et compte : Troisième saison (TV) : Marie-France Gagnon
- 1989 : Chambres en ville (TV) : Annick
- 1991 : Lance et compte : Tous pour un (TV) : Marie-France Gagnon
- 1991 : Lance et compte : Le moment de vérité (TV) : Marie-France Gagnon
- 1992 : Scanners III: Puissance maximum (Scanners III: The Takeover) : Joyce Stone
- 1993 : Blanche (TV) : Germaine Larivière
- 1993 : Les grands procès (TV) : Mlle Beaulieu
- 1995 : Les Machos (série télévisée) : Laurence Bordeleau
- 1996: Radio Enfer: Genevieve
- 1996 : Angélo, Frédo et Roméo : Carla, l'actrice américaine
- 1998 : She's Too Tall : Leslie
- 1998 : Le Lépidoptère : Olga Johanssen
- 1999 : Taxman : Caroline Roy
- 2003 : Sous le soleil (Saison 8, épisodes 14, 15, 17, 21) : Justine (Interne de la Clinique du Golf)
- 2005 : Caméra Café (TV) : Line Coulombe
- 2008 : Tempête de lave (Lava storm) (Téléfilm) : Lori Wilson
- 2009 : Lance et compte : Le Grand Duel (TV) : Marie-France Gagnon
- 2009 - 2010 : « Chez Jules tv »(Archive.org • Wikiwix • Archive.is • Google • Que faire ?) (série web) : Magalie
- 2011 : Trauma (TV) : Courtière
- 2011 : Mirador (TV) : Marie-Ève Dupré

## Anecdotes
Elle est la fille de Margot Campbell et la sœur de Joëlle Morin.